# جهنم متحرک (مجموعه تلویزیونی)
جهنم متحرک یا ارابه جهنم (به انگلیسی: Hell on Wheels) سریال وسترن آمریکایی است که از شبکهٔ ای‌ام‌سی پخش می‌شود. خالقان این مجموعه تونی گیتون و جو گیتون می‌باشند و انسون مونت نقش اول این مجموعه را ایفامی کند.
این سریال دارای شخصیت پردازی قوی همراه با صحنه‌های خشن زیادی است. همچنین، این مجموعه از سال ۲۰۱۱ در حال پخش است و تاکنون توانسته نامزد دریافت یک جایزه امی گردد. فصل آخر این مجموعه نیز بین سال‌های ۲۰۱۵ و ۲۰۱۶ نمایش داده شد.

## نگاه کلی
داستان سریال از سال ۱۸۶۵ آغاز می‌شود دربارهٔ شخصی به نام کالن بوهانان است. او یک سرباز سابق اتحادیه آمریکایی است که به دنبال جریان قتل همسرش می‌رود. او به نبراسکای غربی یعنی جایی که «جهنم متحرک» نامیده می‌شود می‌رود، شهری که به بی عدالتی و بی قانونی مشهور است این شهر در حال ساختن راه آهن به سمت اقیانوس آرام است و وقتی قبیله‌ای برای نابودی خط آهن اقدام می‌کند، همه چیز پیچیده‌تر می‌شود...

### فصل اول (۲۰۱۲-۲۰۱۱)
در سال ۱۸۶۵، سرباز سابق کنفدراسیون، کالن بوهانان به ساختمان راه‌آهن اتحادیه پاسیفیک (اقیانوس آرام) به سمت غرب اولین راه‌آهن بین‌قاره‌ای سفر می کند تا هم به دنبال کار و هم انتقام گرفتن از سربازان اتحادیه باشد که همسر و پسرش را کشتند. کالن توسط راه‌آهن استخدام می‌شود و بر کارگران راه آهن که همگی سیاه پوست هستند، نظارت می‌کند. وظایف آنها، آماده‌سازی زمین برای ریل گذاری است. کالن از طریق گفتگو با سرکارگر راه آهن، دنیل جانسون، بیشتر در مورد مرگ همسرش اطلاعات کسب می کند، اما قبل از اینکه جانسون نام قاتل او را فاش کند، کشته می شود. توماس «داک» دورانت، "جستجوی دیوانه وار و نجیب" خود را برای گسترش اتحادیه اقیانوس آرام خود به سمت غرب آغاز می کند تا راه آهن بین قاره ای را تکمیل کند. لیلی بل، همسر بیمار خود، رابرت را همراهی می‌کند تا منظره اتحادیه اقیانوس آرام را بررسی می‌کند. وقتی رابرت توسط بومیان شای‌ان کشته می شود، لیلی باید با بیوه بودن در خاک سرزمین خارجی کنار بیاید. کشیش ناتانیل کول، جوزف بلک مون، از بومیان شای‌ان را غسل تعمید می دهد و سپس او را تحت قیمومیت خود در کلیسا می گیرد.
فصل اول با کشتن مردی توسط بوهانان به پایان می رسد که معتقد است مسئول تجاوز جنسی و قتل همسرش بوده است، اما سپس متوجه می شود که مرد در آن زمان آنجا نبوده است.

### فصل دوم (۲۰۱۲)
بوهانان سعی می کند دوباره خود را بیابد در حالی که به پیشبرد توسعه راه آهن اتحادیه اقیانوس آرام به سمت غرب، تحت رهبری دورانت ادامه می دهد. بوهانان با گروهی از سارقان قطار وارد عمل می شود اما به ارتش اتحادیه تحویل داده می شود و زندانی می شود. دورانت موفق می شود او را عفو کند. ساخت و ساز راه آهن وارد قلمرو سو می شود، جایی که سوئدی و کشیش کول به بومیان در حمله به راه آهن کمک می کنند. لیلی بل به دنبال به دست آوردن کنترل راه آهن از دورانت است و دفاتر حسابداری خود را برای دولت پست می کند. افسران ارتش می رسند و متوجه می شوند که شهر مورد حمله سرخ پوست های سو قرار گرفته است...

### فصل سوم (۲۰۱۳)
بوهانان تلاش خود را برای انتقام از مرگ همسر و پسرش رها می کند تا برای کنترل راه آهن اتحادیه پاسیفیک با دورانت مبارزه کند. ایوا نوزادی به دنیا می آورد که حاصل از ازدواجش با گریگوری تول است. ایلام با وجود اینکه افسردگی پس از زایمان بر ایوا سنگینی می کند، به او پیشنهاد ازدواج می دهد. سوئدی در راه رفتن به قلعه خیالی فورت اسمیت با یک خانواده مورمون همراه می شود و بعداً ماهیت واقعی خود را آشکار می کند...

### فصل چهارم (۲۰۱۴)
درگیری بین دولت و سرمایه گذاران، تاجران، دامداران، صاحبخانه‌ها و راه‌آهن به وجود می‌آید زیرا همه این هل برای کنترل شای‌ان، وایومینگ، و مهم‌ترین مرکز راه‌آهن در سال ۱۸۶۷ با یکدیگر رقابت می‌کنند.
همچنین، بوهانان دوباره باید با نقش همسر و پدر بودن سازگار شود...

### فصل پنجم (۲۰۱۶-۲۰۱۵)
در این فصل، که در کالیفرنیا و لارامی، اتفاق می‌افتد، بوهانان توسط راه‌آهن پاسیفیک مرکزی استخدام می‌شود تا راه‌آهن بین قاره‌ای را به سمت شرق بر فراز کوه‌های سیرا، نوادا بسازد. او با کارگران چینی آنجا، از جمله مِی، زنی که خود را مردی به نام فونگ جا می زند، دوست می شود.
رئیس جمهور، یولیسیز سایمن گرانت، رقابت بین شرکت های راه آهن مرکزی و اتحادیه پاسیفیک را افزایش می دهد. فساد توماس دورانت، این قضیه را پیچیده تر می کند...

## بازیگران و شخصیت‌ها

### شخصیت‌های اصلی
- انسون مونت در نقش کالن بوهانان، یک سرهنگ سواره نظام سابق کنفدراسیون که مصمم است انتقام قتل همسرش مری و پسرش را بگیرد. بوهان بعداً انتقام را رها می کند و به یک "مرد راه آهن" تبدیل می شود و به عنوان سرکارگر راه آهن بین قاره ای عمل می کند.
- کالم مینی در نقش توماس «داک» دورانت، یک تاجر و سرمایه‌گذار در راه‌آهن بین قاره‌ای که برای به دست آوردن ثروتش از هیچ کاری فروگذار نیست.
- کامن در نقش ایلام فرگوسن، برده ای که به تازگی آزاد شده است و در تلاش برای یافتن جایگاه خود در جهان است. او به عنوان محافظ و دستیار عمومی بوهانان کار می کند. (حضور در فصل های ۴-۱)
- دومینیک مک الیگوت در نقش لیلی بل، بیوه ی رابرت بل که تلاش می کند در راه آهن موقعیتی برای خود ایجاد کند. شوهرش نقشه بردار راه آهن بین قاره ای بود. (حضور در فصل های ۲-۱)
- تام نونان در نقش کشیش ناتانیل کول، وزیری که قبلا در خونریزی کانزاس قبل از جنگ داخلی شرکت کرده بود. او از کشتار بیمار شده است و می خواهد به سفیدپوستان و سرخپوستان کمک کند تا از جنگ دیگری جلوگیری کنند. (حضور در فصل های ۲-۱و شخصیت مهمان در فصل ۴)
- ادی اسپرز در نقش جوزف بلک مون(ماه سیاه)، یک نوکیش مسیحی شای‌ان که باید بین دنیای جدید و سنت های اجدادش یکی را انتخاب کند. (حضور در فصل های ۲-۱)
- بن اسلر در نقش شان مک گینس، یک جوان جاه طلب ایرلندی که به دنبال ثروت خود در غرب است. (حضور در فصل های ۳-۱)
- فیل برک در نقش مایکل «مایکی» مک گینس، برادر بزرگتر شان، که با او به آمریکا سفر کرده است تا به دنبال افتخار باشد.
- کریستوفر هیردال در نقش ثور «سوئدی» گاندرسن، رئیس بی‌رحم حفاظت دورانت، اگرچه او نروژی است اما با نام «سوئدی» نیز شناخته می‌شود (نروژ در آن زمان، در اتحاد با سوئد بود).
- رابین مک‌لیوی در نقش ایوا تول، زنی با خالکوبی برجسته چانه که در اسارت هندی ها به او داده شده است. او در ابتدا با کار در فاحشه خانه امرار معاش میکرد. او در هرحالی از افراد نیازمند حمایت می کند.
- کاشا کروپینسکی در نقش روث کول، دختر کشیش کول و وارث کلیسای او. (شخصیت مهمان در فصل ۱ و حضور در فصل های ۴-۲)
- دان نوروود در نقش سالمز جکسون، برده و جنایتکار سابق که حکم زندان او توسط راه آهن خریداری شده است.
- جنیفر فرین در نقش لوییز اِلیسون، روزنامه نگاری باهوش، شوخ و اهل معاشقه که توسط نیویورک تریبون استخدام شده است تا «داستان قرن» را پوشش دهد. (حضور در فصل های ۵-۴)
- مکنری پورتر در نقش نائومی هَچ، دختر آرون هچ و همسر دوم کالن بوهانان. (حضور در فصل های ۵-۴)
  - شیفان ویلیامز در فصل سوم نقش او را بازی کرد.
- جیک وبر در نقش جان آلن کمپل، اولین فرماندار قلمرو وایومینگ که در تلاش برای برقراری نظم در شای‌ان است. (حضور در فصل های ۵-۴)
- تیم گونی در نقش کولیس پاتر هانتیگتون، یک سرمایه گذار در راه آهن مرکزی اقیانوس آرام. (حضور در فصل ۵)
- رِگ راجرز در نقش جیمز استروبریج، سرپرست راه آهن مرکزی اقیانوس آرام. (حضور در فصل ۵)
- بایرون من در نقش چانگ، تامین کننده اصلی کارگران چینی که لانه های تریاک و فاحشه خانه ها را نیز اداره می کند. (حضور در فصل ۵)
- آنجلا ژو در نقش مِی/فونگ، یک کارگر راه آهن چینی برای راه آهن مرکزی اقیانوس آرام با یک رازی که پنهان می کند. (حضور در فصل ۵)
- چیلا هورسدال در نقش مگی پالمر، یک تاجر برجسته در شای‌ان و یک سرمایه گذار در راه آهن اتحادیه اقیانوس آرام. (حضور در فصل های ۵-۳)

## جوایز
| سال  | جایزه                        | رده                                    | دریافت کننده        | نتیجه    |
| ---- | ---------------------------- | -------------------------------------- | ------------------- | -------- |
| ۲۰۱۲ | جایزه بی‌ای‌تی                 | بهترین بازیگر                          | کامن                | نامزدشده |
| ۲۰۱۲ | جایزه امی                    | بهترین موسیقی متن                      | گوستاوو سانتائولایا | نامزدشده |
| ۲۰۱۳ | جایزه ساترن                  | بهترین بازیگر نقش مکمل مرد در تلویزیون | کالم مینی           | نامزدشده |
| ۲۰۱۳ | جایزه بی‌ای‌تی                 | بهترین بازیگر                          | کامن                | نامزدشده |
| ۲۰۱۳ | جایزهٔ فیلم و تلویزیون ایرلند | بهترین بازیگر تلویزیونی                | کالم مینی           | نامزدشده |
| ۲۰۱۳ | انجمن حرفه‌ای هالیوود         | درجه بندی رنگ برجسته - تلویزیون        | استیون پورتر        | نامزدشده |